# Berchaire (maire du palais)
Pour les articles homonymes, voir Berchaire.
Berchaire (Berchier, Berthier) († 688) est un maire du palais de Neustrie de 686 à 688 sous Thierry III.

## Biographie
Il épouse Anstrude, fille de Waratto, maire du palais de Neustrie, et d'Anseflède. En 686, son beau-père Waratto meurt et Anseflède, sa veuve, s'arrange pour faire désigner son gendre. Mais Berchaire tente de revenir à la politique d'Ebroïn, ancien maire du palais, et tente de soumettre les nobles au pouvoir central. Le mécontentement augmente, des puissants comme saint Rieul, évêque de Reims s'exilent et se réfugient en Austrasie, où ils incitent Pépin de Herstal, maire du palais d'Austrasie, à combattre et à chasser Berchaire.
La guerre est déclarée, et Berchaire est battu par Pépin à Tertry en juin 687. Afin de pouvoir négocier la paix avec Pépin, Anseflède fait assassiner son gendre et marie sa petite fille Adaltrude, fille de Berchaire et d'Anstrude à Drogon, duc de Champagne et fils de Pépin.

### Sources
- Chapitre 5 de la "Continuation de la Chronique Frédégaire" (vers 760) :

« À cette même époque, ledit Waratto, maire du palais, s'éteignit. Il avait une épouse noble et énergique, nommée Anseflide, dont le gendre, nommé Berchaire, reprit la charge de maire du palais. Il était de petite taille, d'une faible intelligence, inconsistant et emporté, méprisait volontiers l'amitié des Francs et leurs avis. Comme ils s'en indignent, les Francs Audoramn, Reol et bien d'autres se détachent de Berchaire, se lient à Pépin par des otages, nouent des relations d'amitié, marchent sur Berchaire et le reste des Francs. Pépin rassemble des forces armées, depuis l'Austrasie, se dresse contre le roi Thierry et Berchaire et se hâte à la guerre. Ils se rencontrèrent à Vermand à l'endroit appelé Tertry et engagèrent le combat. Pépin avec les Austrasiens, ayant le dessus, le roi Thierry prit la fuite avec Berchaire. Pépin sortit vainqueur et, à leur poursuite, il soumit cette région. Dans le temps qui suivit, le même Berchaire fut tué par de faux amis courtisans, à l'instigation de dame Anseflide, sa belle-mère. Après cela, Pépin, recevant sous sa protection le roi Thierry, avec ses trésors, et prenant tout en charge dans le palais, repartit en Austrasie [...]. »